# Judas (Lied)
Judas ist ein Lied der US-amerikanischen Sängerin Lady Gaga. Geschrieben und produziert von Gaga und RedOne, wurde das Lied als zweite Singleauskopplung aus dem Album Born This Way am 15. April 2011 veröffentlicht, vier Tage vor dem geplanten Termin.

## Hintergrund
Der Name von Lady Gagas zweiter Single wurde in einem Interview mit der Modezeitschrift Vogue enthüllt. Gaga bestätigte den Titel erneut in Ryan Seacrests Radioshow im Februar 2011. RedOne wurde bei den Grammy Awards in einem Interview zum Song befragt, woraufhin er sagte, dass Judas „noch besser als Born This Way“ sei. In der Radioshow Last Call with Carson Daly erklärte Gaga das Thema des Liedes: „Man verliebt sich immer und immer wieder in den falschen Mann, Judas ist ein sehr, sehr dunkler Song. Es ist irre.“ Mit MSN Kanada sprach Gaga über die Metapher hinter dem Song:

„‚Judas‘ ist eine Metapher und eine Analogie für Vergebung und Verrat und Dinge, die dich in deinem Leben verfolgen, und wie ich glaube, dass es die Dunkelheit ist, die letztlich in deinem Leben scheint. Jemand sagte mal zu mir, ‚Wenn du keine Schatten hast, stehst du nicht im Licht.‘ Also handelt das Lied über das Waschen der Füße von Gut und Böse, und über das Verzeihen und das Verstehen der Dämonen deiner Vergangenheit, um letztendlich in deine Zukunft voranzurücken. Ich mag nur wirklich aggressive Metaphern – härter, dicker, dunkler – und meine Fans tun das auch. So ist es eine sehr herausfordernde und aggressive Metapher, aber es ist eine Metapher“

## Inhalt
Textlich handelt das Lied von einem Mann, den sie „Judas“ nennt, da er fremdgeht, sie ihn aber dennoch liebt. Das Thema des Liedes ist ähnlich wie bei den vorherigen Singles LoveGame, Bad Romance und Alejandro. Gaga bestätigte, dass das Lied vom Apostel Judas Iskariot beeinflusst ist. Das Lied hat drei verschiedene Hooklines und einen Break. Es enthält Einflüsse von House, Tribal-Techno und Dubstep.

## Liveauftritte
Am 17. April 2011 sang Lady Gaga Judas überraschend in einem Nachtclub in Tampa, Florida nach ihrem Konzert der Monster Ball Tour.

## Musikvideo
Das Musikvideo zu Judas wurde vom 2. bis 4. April 2011, unter der Regie von Lady Gaga und Laurieann Gibson, gedreht. Es beginnt damit, dass die zwölf Apostel auf Motorrädern auf der Autobahn fahren. Sie gelangen zu einem Bikerclub, wo Judas (gespielt von Norman Reedus) in eine Schlägerei verwickelt wird. Maria Magdalena (Lady Gaga) will Jesus (Rick Gonzalez) eigentlich vom bevorstehenden Verrat durch Judas erzählen, erliegt aber dessen Reizen. In die Handlung eingestreut sind Tanzsequenzen und Großaufnahmen von Lady Gaga.
Nach dem zweiten Refrain hält die Sängerin Judas eine Pistole an den Mund. Ein Lippenstift kommt herausgeschossen und beschmiert seine Lippen. Dann sieht man Judas, Jesus und Maria Magdalena in einer Badewanne, wobei sie ihnen die Füße wäscht. Nach einer Szene, die der Geburt der Venus ähnelt, sieht man Jesus, der vor seinen Anhängern durch den Judaskuss verraten wird. Das Video endet damit, dass Maria Magdalena von der Menge gesteinigt wird.

“The most exciting artistic moment of my career. It’s the greatest work we've done.”

„Der spannendste künstlerische Moment meiner Karriere. Wir haben das Großartigste geschaffen.“

## Rezensionen
Rick Fulton von Daily Record verglich das Lied mit „Like a Prayer auf Steroiden“ und gab ihm drei von fünf möglichen Punkten.
Matthew Perpetua von Rolling Stone schrieb: „‚Judas‘ ist eine Dance-Pop Nummer, die mit den etablierten Stärken der Sängerin spielt. Obwohl ‚Judas‘ sicherlich seinen eigenen Charme und mindestens drei wahnsinnig eingängige Hooks besitzt, lehnt es sich Stark an Gagas Signature Moves an“.

## Kommerzieller Erfolg

### Chartplatzierungen
In den Billboard Hot 100 debütierte Judas auf Platz zehn mit 162.000 verkauften Kopien. In Kanada stieg der Song auf Platz neun ein und erreichte in der nächsten Woche Platz acht. Im Vereinigten Königreich erreichte der Song Platz 8 der Charts und wurde somit ihr achter Top-10-Hit in diesem Land.
In Italien, Irland und Finnland gelang Judas jeweils ein Top-Five-Debüt mit Platz 3, 4 und 3. In Schweden debütierte Judas auf Platz 7.
| ChartsChartplatzierungen       | Höchstplatzierung | Wochen |
| ------------------------------ | ----------------- | ------ |
| Deutschland (GfK)              | 23 (9 Wo.)        | 9      |
| Österreich (Ö3)                | 6 (13 Wo.)        | 13     |
| Schweiz (IFPI)                 | 8 (13 Wo.)        | 13     |
| Vereinigte Staaten (Billboard) | 10 (8 Wo.)        | 8      |
| Vereinigtes Königreich (OCC)   | 8 (16 Wo.)        | 16     |

| ChartsJahrescharts (2014)    | Platzierung |
| ---------------------------- | ----------- |
| Vereinigtes Königreich (OCC) | 74          |

### Auszeichnungen für Musikverkäufe
| Land/Region                  | Auszeichnungen für Musikverkäufe (Land/Region, Auszeichnung, Verkäufe) | Verkäufe  |
| ---------------------------- | ---------------------------------------------------------------------- | --------- |
| Australien (ARIA)            | 2× Platin                                                              | 140.000   |
| Brasilien (PMB)              | Diamant                                                                | 250.000   |
| Dänemark (IFPI)              | Gold                                                                   | 45.000    |
| Frankreich (SNEP)            | —                                                                      | 82.800    |
| Griechenland (IFPI)          | Platin                                                                 | 20.000    |
| Italien (FIMI)               | Gold                                                                   | 15.000    |
| Japan (RIAJ)                 | Gold (Downloads) · + Gold (Mobile Downloads)                           | 200.000   |
| Neuseeland (RMNZ)            | Platin                                                                 | 30.000    |
| Österreich (IFPI)            | Gold                                                                   | 15.000    |
| Schweden (IFPI)              | Platin                                                                 | 40.000    |
| Spanien (Promusicae)         | Gold                                                                   | 20.000    |
| Vereinigte Staaten (RIAA)    | 2× Platin                                                              | 2.000.000 |
| Vereinigtes Königreich (BPI) | Platin                                                                 | 600.000   |
| Insgesamt                    | 6× Gold · 6× Platin · 1× Diamant ·                                     | 3.457.800 |

Hauptartikel: Lady Gaga/Auszeichnungen für Musikverkäufe